# Zhonghua, Guangxi
Zhonghua (kinesiska: 中华镇, 中华) är en köping i Kina. Den ligger i den autonoma regionen Guangxi, i den södra delen av landet, omkring 73 kilometer nordost om regionhuvudstaden Nanning. Antalet invånare är 20795. Befolkningen består av 9 835 kvinnor och 10 960 män. Barn under 15 år utgör 27,0 %, vuxna 15-64 år 60 %, och äldre över 65 år 12,0 %.
Genomsnittlig årsnederbörd är 1 879 millimeter. Den regnigaste månaden är juli, med i genomsnitt 309 mm nederbörd, och den torraste är februari, med 37 mm nederbörd.